# Vass Lajos (zeneszerző)
Vass Lajos (Poroszló, 1927. április 5. – Budapest, 1992. november 6.) Erkel-díjas magyar zeneszerző, népzenekutató, karnagy, a magyar kórusmozgalom jelentős alakja.

## Életpályája
A debreceni Református Tanítóképző növendékeként megnyert egy ifjúsági zeneszerzői pályázatot majd 1946-tól a budapesti Zeneművészeti Főiskolán zeneszerző és karnagy szakon folytatta tanulmányait a Magyar Néphadsereg ösztöndíjasaként. 1949-től karnagyként dolgozott a Honvéd Férfikarnál Vásárhelyi Zoltán tanítványaként, majd 1953-ban a kórus vezetője lett. Az együttes 1956 szeptemberében több mint 3 hónapos kínai turnéra indult. Karácsony táján indultak haza vonattal, és átutaztak Moszkván is, ahol parancs szerint kellett volna adniuk egy koncertet. Az Együttes – benne az énekkar és Vass Lajos – azonban a magyarországi forradalom leverése miatt ezt megtagadták. Hazatérésük után, 1957 elején feloszlatták az egész Együttest, Vass pedig azok között volt, akiket lefokoztak. A kórus azonban nem esett szét, több neves személy (köztük Kodály Zoltán) közbenjárására Állami Férfikar néven tovább működhetett. A vezető is Vass Lajos maradt. 1958-ban ismét az újjá alakuló Honvéd Együttes vette át az énekkart, Vasst azonban nem vette vissza a néphadsereg.
1960 és 1964 között a Ganz-MÁVAG Acélhang férfikarát vezette, 1962 -től haláláig a Vasas Központi Művészegyüttes vegyeskarának, 1975-től pedig a Szimfonikus Zenekarának is vezető karnagyaként dolgozott.
1964-ben vendégkarnagyként a Csehszlovákiai Magyar Tanítók Központi Énekkaránál járt, és attól fogva ezt minden hónapban megtette. Nevét országosan ismertté a Magyar Televízióban 1969–1970-ben megrendezett Röpülj Páva vetélkedő tette. A műsornak szervezője és műsorvezető-riportere is volt.
A népdalkultusz Kodály halála után teljesen elcsendesedett és a műsor hatására lendült fel Magyarországon újra a népzenei mozgalom. Országszerte Pávakörök alakultak, néhánynak alapításában személyesen is részt vett, többek között szülőfalujának, Poroszlónak népdalkörét is ő alapította.
Zeneszerzőként szimfonikus műveket, dalokat, kórusműveket, oratóriumokat és kantátákat alkotott. Ismert művei közé tartoznak gyermekoperái, többek között a Kiskakas gyémánt félkrajcárja, valamint a Kismalac és a farkasok.
Fő művét a Mathias Rex című oratóriumát, 1970-ben komponálta. Zenekarra írt művei közül kiemelkedett a Sinfonietta, az Este a táborban, a Partita Concertante és a Hortobágyi rapszódia.
Furulyaiskolát is összeállított az iskolások számára, amelyik a népdalos gyökerekből táplálkozott. A gyerekek bevonásának a fontosságát látva, hirdette meg 1971-től, a három éven keresztül tartó, Nótafaiskola című rádióműsort, amelynek célja:
…a gyerekek népdalkincsének bővítése, az együtténeklés, játszás örömének megismertetése. Az adásokon keresztül nagy családot, sőt tábort szeretnénk kialakítani. Ennek nyilvántartott tagja lesz minden gyermek, aki majd helyes megfejtést küld be, bizonyos számú népdalt ismer stb. De legértékesebb tagjai azok lesznek, akik maguk is jegyeztek le dalt népdalénekeseinktől.
Vass Lajost csak 1990 után rehabilitálták. A rehabilitáció után újra vezényelhette a Honvéd Férfikart egy koncerten és visszakapta rendfokozatát is. 1992-ben halt meg, több száz művet Archiválva 2012. július 18-i dátummal a Wayback Machine-ben hagyva az utókornak.

## Emlékezete

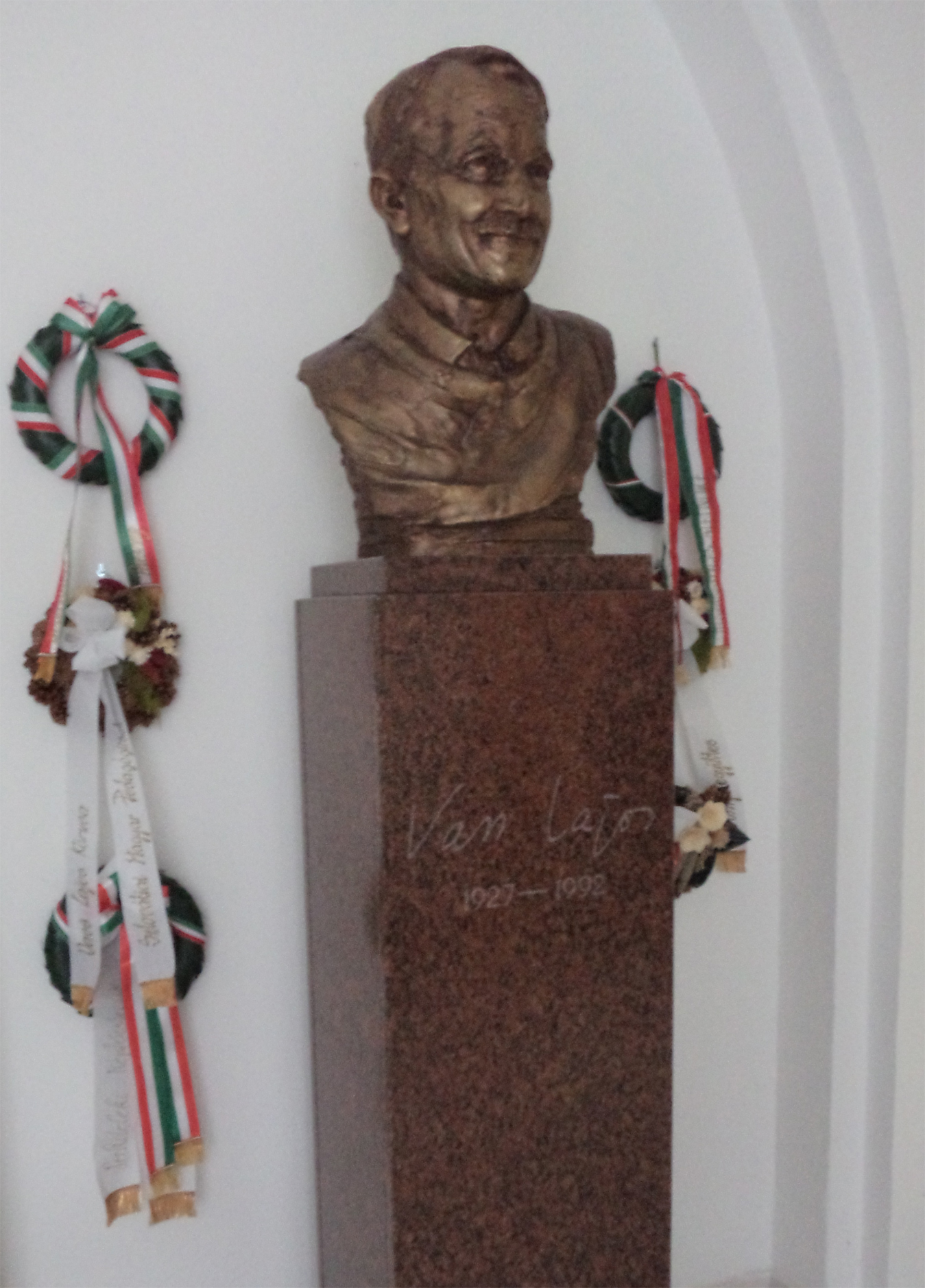

- Nevét kórusok (Vasas Központi Művészegyüttes Vass Lajos Kórusa, Kamarakórusa és Szimfonikus Zenekara és Szlovákiai Magyar Pedagógusok Vass Lajos Kórusa), kispesti és poroszlói Vass Lajos Általános Iskola őrzi, illetve a Herendi Vass Lajos Népzenei Szövetség.[6] 1993 óta, évente megrendezésre kerül a Kárpát-medencei Vass Lajos Népzenei Találkozó és Verseny.
- Mellszobra a komáromi Duna Menti Múzeumban
- Vass Lajos emlékezete. Tanulmányok és dokumentumok; szerk. Berlász Melinda; Püski, Bp., 1998